# Jutkovics Krisztina
Jutkovics Krisztina (Budapest, 1953. szeptember 20. –) magyar színésznő.

## Életpályája
A Színház- és Filmművészeti Főiskolán színésznőként diplomázott, Marton Endre osztályában 1978-ban. Pályáját a szolnoki Szigligeti Színház tagjaként kezdte. 1981-től Kiss Kriszti néven Németországban szerepelt, többek között a Landestheater Neuss; a Stadttheater Hagen; Schlosstheater Moers; Stadttheater Aachen színházak előadásain.

## Fontosabb színpadi szerepeiből
- Lev Nyikolajevics Tolsztoj: Legenda a lóról... Matthieu és Marie
- Makszim Gorkij: A hamis pénz... Natasa
- Jevgenyij Lvovics Svarc: Hókirálynő... Elza
- Jurij Trifonov: Csere... Szomszédasszony a lakásban; Szomszédasszony a dácsán
- Émile Ajar: Előttem az élet... Momo
- Voltaire: Candide, avagy az optimizmus... további szereplő
- Raymond Queneau: Stílusgyakorlat... szereplő
- Yukió Mishima: Ao... Iitsuko Honda
- Nicola Manzari: Pablito nővérei... Celeste
- Görgey Gábor – Vörösmarty Mihály: Handabasa, avagy a fátyol titkai... Katica, veterán nyelvújító
- Illés Endre – Vas István: Trisztán... Fehérkezű Izolda
- Szász Péter: Whisky esővízzel... Viczián Aliz
- Garai Gábor: Orfeusz átváltozásai... Csíz
- Ábrahám Pál: Bál a Savoyban... Daisy Parker

## Filmek, tv
- Párizsi élet (Zenés TV színház, 1978) ... Juliette, a grófnő lánya
- Naplemente délben (1980)
- Havasi selyemfiú (1981)